# Língua regional
Língua regional são derivações das línguas originais, com modificações em sua estrutura, neologismos, e sotaque diferente.
Geralmente acontecem em povos que foram colonizados.
A expressão "língua regional" também pode referir-se a uma língua que é falada em uma determinada região ou localidade, ou seja, uma língua local. Um exemplo de língua regional existente em Portugal é a língua mirandesa, falada no concelho de Miranda do Douro, onde possui, juntamente com o português, o caráter de língua oficial.